# Biomatematică
Biomatematica este o ramură a biologiei, ce se ocupă cu aplicarea principiilor matematice în cadrul problemelor biologiei și medicinii. Biomatematica este aplicată larg în cadrul științelor biologice, precum:
- Genetica comparată;
- Genetica populațiilor;
- Genomică
- Neurobiologie;
- Biostatistică;
- Bioinformatică
- Citologie;
- Fiziologie;
- Farmacocinetică;
- Epidemiologie;
- Oncologie;
- Biomedicină.